# Joe Carter
Pour les articles homonymes, voir Carter.
Joe Carter, né le 7 mars 1960 à Oklahoma City (Oklahoma) aux États-Unis, est un ancien joueur américain de baseball qui évolua en Ligue majeure de baseball.

## Carrière

### Joueur

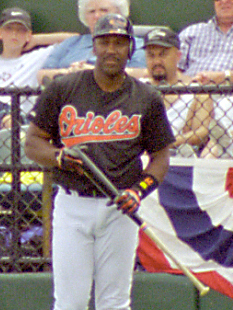
Joe Carter en 1998.

Carter débute chez les Chicago Cubs en 1983 puis est transféré chez les Cleveland Indians où il devient un joueur de premier plan.
Le 29 août 1986, il signe trois coups de circuit au cours d'un même match face aux Boston Red Sox. Il renouvellera cette performance en 1987, deux fois en 1989 et une dernière fois en 1993.
Après la saison 1989, les Indians le cèdent aux San Diego Padres contre Sandy Alomar, Jr., Carlos Baerga et Chris James. Il n'est pas très brillant sous le maillot des Padres et est transféré chez les Toronto Blue Jays en 1991.
A Toronto, Carter atteint son optimum et remporte deux World Series. Sélectionné cinq fois au match des étoiles de 1991 à 1994 et en 1996, il est troisième du vote du MVP de la saison en 1992 et cinquième en 1991.
Il achève sa carrière en jouant quelques matches pour les Baltimore Orioles et les San Francisco Giants en 1998.

### Commentateur
Joe Carter devient commentateur des matches des Toronto Blues Jays en 1999 puis passe chez les Chicago Cubs en 2001 où il assure les commentaires pendant deux saisons.